# 西田直樹
西田 直樹（にした なおき、1959年4月21日 - ）は、日本の財務・金融官僚。地方銀行等の地域金融行政を専門とし、金融庁総務企画局審議官を経て、財務省北陸財務局長を務めた。

## 人物・経歴
石川県能美郡辰口町（現能美市）出身。石川県立金沢泉丘高等学校を経て、金沢大学法学部在学中に国家公務員採用上級乙種試験に合格。1982年大学を卒業し、大蔵省東海財務局に入局。主計局主計企画官補佐、主計局主計官補佐、近畿財務局理財部金融第一課長、近畿財務局金融監督官等を経て、2001年金融庁監督局総務課協同組織金融調整官。2003年金融庁監督局総務課監督企画官。2006年金融庁監督局信用機構対応室長。2008年から金融庁監督局銀行第二課長を務めた。地域金融行政を長年担当。2012年金融庁監督局総務課長。2014年からは金融庁総務企画局審議官（監督局担当）、復興庁統括官付審議官として地域金融を統括し、地方銀行再編にあたった。2018年財務省北陸財務局長。2019年に依願退官後、自営業（経営助言（アドバイザリー））に転じ、2020年には北洋銀行取締役に就任。2022年東日本大震災事業者再生支援機構取締役。